# Szent Tivadar (egyiptomi)
Megszentelt Szent Tivadar (Theodórosz) (314 – 368. április 28.) ókeresztény egyiptomi szerzetes.
Szent Horszisziosz koadjutora volt, és a Beszélgetés két alexandriai diakónussal című műve kopt nyelven maradt fenn. Szent Jeromos latin fordításban őrizte meg egy levelét, amely a húsvét ünnepéről szól. Szent Ámon atya tanítványa volt, és az egyik első Nílus menti sivatagi remete. Alexandriai Szent Atanáz és Nagy Szent Gergely is megemlíti írásaiban.
A katolikus egyház január 7-én emlékezik meg róla.